# El verano de la despedida
El verano de la despedida (Farewell Summer) es una novela autobiográfica del escritor estadounidense Ray Bradbury, publicada el 17 de octubre de 2006.

## Contenido
Se trata de una continuación de su novela El vino del estío (1957) y se desarrolla en octubre de 1929, en el corto «veranillo» que precede al invierno. La novela gira alrededor de una guerra ficticia entre jóvenes y mayores en Green Town, Illinois, junto con el despertar sexual de Doug Spaulding durante su transición de los 14 a los 15 años. Junto con La feria de las tinieblas (1962) forma una trilogía de novelas inspiradas en la infancia de Bradbury en Waukegan, Illinois.
El primer capítulo, titulado también El verano de la despedida, apareció en Las historias de Ray Bradbury en los años 80. Jonatán R. Eller y Guillermo F. Touponce hablaron sobre el borrador de la novela inédita en su libro, Ray Bradbury: La vida de la ficción (2004).

## Recepción
El Publishers Weekly calificó la novela como una «conmovedora, sabia, pero leve extensión de la semiautobiográfica El vino del estío del infatigable Bradbury» y concluía, el «retorno maduro pero fresco de Bradbury a su querida escritura temprana expresa una profundidad del sentimiento.» Kirkus Reviews la consideró «un trabajo ligero, pesadamente apoyado en el diálogo, pero que sirve como una intrigante coda a una de las obras clásicas de Bradbury». Booklist dijo de ella que era «una meditación conmovedora sobre las memorias, el envejecimiento, y el ciclo sin fin del nacimiento y la muerte, y un broche apropiado, quizás, a una carrera brillante».

## Referencia bibliográfica
- Ray Bradbury, Green Town (El vino del estío. El verano del adiós). Tapa dura con sobrecubierta. Biblioteca de autor Bradbury. Ediciones Minotauro: Barcelona, 2008. ISBN 978-84-450-7711-5

- Datos: Q4260206